# Agía Parasceví (Curítes)
Agía Parasceví (em grego: Αγία Παρασκευή) é uma vila cretense da unidade regional de Retimno, no município de Amári, na unidade municipal de Curítes. Situada a 370 metros acima do nível do mar, próxima a ela estão as vilas de Apodúlo e Ágios Ioánnis. Segundo censo de 2011, têm 124 habitantes.